# Erigeron alternifolius
Erigeron alternifolius là một loài thực vật có hoa trong họ Cúc. Loài này được (Lawesson & Adsersen) N. Andrus & Tye mô tả khoa học đầu tiên năm 2010.